# Пресконференция
Пресконференция е публична среща, която е уговорена предварително и предполага присъствието на представители на различни медии. Пресконференциите обикновено се състоят в специално проектирани и оборудвани за целта зали, в които организаторите съобщават една или повече новини, след което отговарят на въпроси, зададени им от журналистите.
Целта при организирането на пресконференции е да събере накуп представители на медии, които имат отношение към новината, която ще се оповести, така че тя да се разпространи максимално бързо в средите, в които е актуална.